# Palazinges
Palazinges är en kommun i departementet Corrèze i regionen Nouvelle-Aquitaine i de centrala delarna av Frankrike. Kommunen ligger  i kantonen Beynat som tillhör arrondissementet Brive-la-Gaillarde. År 2022 hade Palazinges 167 invånare.

## Befolkningsutveckling
Antalet invånare i kommunen Palazinges
Referens:INSEE